# Filskov
Filskov er en by i Sydjylland med 706 indbyggere  (2024), beliggende 39 km nordvest for Vejle, 9 km øst for Sønder Omme, 10 km nordøst for Grindsted og 13 km nordvest for Billund. Byen hører til Billund Kommune og ligger i Region Syddanmark.
Filskov hører til Filskov Sogn. Filskov Kirke ligger i den vestlige ende af byen.

## Geografi
Filskov ligger på Grindsted Hedeslette i den vestlige del af den jyske højderyg. Omme Å, der udspringer vest for Jelling og munder ud i Skjern Å, går nord om byen. I østbyen er der anlagt en lille park med bordbænkesæt ud mod landevejen mellem to erhvervsområder.
I byens nordøstlige udkant ligger en gammel mergelgrav. I samme område er der en mose med rig flora. Her findes blandt andet Klokke-Ensian, Rundbladet Soldug og Vibefedt, der er meget sjældne for regionen.

## Årets landsby
Filskov blev i 2003 kåret som "Årets Landsby" af landsforeningen "Landsbyerne i Danmark". Byen kalder sig "Den selvejende landsby", fordi der ikke længere er kommunale institutioner i byen efter at Billund Kommune nedlagde byens folkeskole og plejehjem, så beboerne måtte oprette friskole og friplejehjem som selvejende institutioner.

## Faciliteter
- Filskovs skole fra 1962 har været en folkeskole med knap 150 elever. Her gik de indtil 7. klasse, hvorefter de kunne fortsætte i Sønder Omme Skole. Billund Kommune ville i 2012 fjerne 7. klasse og foretage andre besparelser, men den tilbød borgerne at anvende bygningerne til friskole, hvilket 90% af byens borgere gik ind for. Friskolen udvidede med 8. klasse i 2012 og 9. klasse i 2013, så den nu også kan være overbygningsskole for de omegnsbyer, som kun har folkeskole op til 6. klasse. Friskolen har nu 133 elever, fordelt på 0.-9. klassetrin i ét spor med en klassekvotient på 12,7. I børnehaven går der mellem 35 og 45 børn, og om eftermiddagen går ca. 35 børn i SFO. Skole, SFO og børnehave har i alt 28 ansatte.[4]
- Efter at Billund Kommune lukkede byens plejehjem fra 1951, lykkedes det i foråret 2009 at indsamle lokale bidrag på godt 2 mio. kr., som med bidrag fra forskellige fonde voksede til 3,4 mio. kr. I 2010-2012 blev Filskov Friplejehjem opført med plads til 36 beboere i 3 bo-miljøer. I 2016 blev det registreret som socialøkonomisk virksomhed. [5] Plejehjemmet har indgået administrationsaftale med Danske Diakonhjem.[6]
- Filskov er hjemsted for et aktivt sports- og fritidsliv. Der findes klubber for billard, bridge og jagt samt Filskov Idrætsforening, der tilbyder badminton, cykling/spinning, fodbold, gymnastik, hardball, håndbold og styrketræning.
- Filskov Kultur- og Aktivitetshus fra 2004 er hjemsted for de fleste af disse sportsklubber. Huset rummer cafeteria og benyttes desuden til fastelavnsfester, loppemarkeder og andre kulturarrangementer. Viadukten, der midt i byen førte landevejen over jernbanen, blev revet ned i vinteren 1979-1980. I juni 1980 holdt man den første "Viaduktfest" for at fejre, at man var sluppet af med den flaskehals, som delte byen. Viaduktfesten er blevet en årlig tradition, og hallen fik navnet Viadukthallen.
- Filskov Kro rummer 32 værelser og 4 selskabslokaler med plads til 200 personer.[7]
- Filskov Energiselskab forsyner 240 forbrugere med varme og el. Selskabet startede i 1992 med flis som brændsel og olie som reserve. I 1995 blev det udbygget med biogasanlæg, hovedsagelig baseret på gylle. Biogasproduktionen kører kontinuerligt hele året og suppleres med flis om vinteren.[8]
- Filskov Fællesantenne blev stiftet i 1976 med knap 100 medlemmer. I starten udsendte den 4 TV-programmer og 6 radiokanaler. Nu har foreningen 268 husstande som medlemmer.[9]
- Byen har et missionshus fra 1906, hvor bl.a. den lokale KFUMs Soldatermission og Indre Mission holder til.
- Filskov Sogns Borgerforening blev startet i 1913 og arbejdede for forskønnelse af byen og festligt samvær. Det mest synlige resultat af foreningens virke er byens anlæg, som blev etableret i 1941. Foreningen varetog vedligeholdelse af anlægget, flagning og julebelysning på hovedgaden, årligt bankospil og juletræsfest. Dens opgaver blev i 2013 overdraget til Kontaktudvalget, som var etableret i 1978 og består af en repræsentant for hver af byens foreninger, forsyningsselskaber og selvejende institutioner. Kontaktudvalget begyndte i 1990 at udgive bladet "INFO for Filskov og omegn" hvert kvartal, siden august 2010 også på nettet. Kontaktudvalget repræsenterer byen i Billund Landdistriktsråd og er dermed lokalråd for Filskov Sogn.
- Øst for byen krydser primærrute 30 og sekundærrute 473 hinanden. Ad disse veje betjener Sydtrafik byen med buslinjerne 208 (Give–Grindsted) og 217 (Vejle-Sønder Omme).
- Byen har købmand og lægepraksis.

## Historie

### Navnet
Byens navn er en sammensætning af fil og skov. Navnet tyder på, at bebyggelsen er fra Valdemarstiden. Endelsen "skov" menes at have sammenhæng med en egeskov, der strakte sig hen til det nuværende Filskov. Forstavelsen "fil" kan være en sammentrækning af ordet fælles, hvorfor det samlede navn kan have betydet "Fællesskov". Andre tolkninger, der harmonerer godt med egeskoven, er at Filskov betyder "Fjælskov" eller "Fælgskov", altså skov, hvor man kunne skaffe træ til fjæle (lange brædder) eller hjulfælge.

### Østergård Kirke
Der foreligger meget lidt information om den tidligste historie i Filskov, men adskillige gravhøje vidner om beboelse i oldtiden. I 1100-1200 tallet blev der i området opført en kirke, som hed Østergård. Den er nævnt i Ribe Oldemoder, en liste fra omkring 1350 over kirkernes bidrag til Ribe domkapitel. Blandt kirkerne i Jellingsyssel lå Østergård Kirke på den højeste bidragssats, hvilket også var tilfældet i 1325 og 1394. Så området har været velstående, og rigdommen fik man ved at udvinde jern fra myremalm og eksportere det. Generelt var egnen frodig på den tid, og der var skove og enge, hvilket ses af træstammefund fra moser. Ikke desto mindre menes det, at stort set hele områdets befolkning var uddød sidst i det 14. århundrede. Måske skete det allerede midt i århundredet, hvor den sorte død rasede på sit højeste i Europa - i Ribe Oldemoder er der nemlig ud for Østergård Kirke tilføjet desolata (øde).
Da der atter blev befolket på egnen, fortsatte man udvindingen af myremalm, som krævede trækul, så skoven blev hugget ned og var næsten helt væk i 1761. Det ændrede støt landskabet til hede med meget lyng. Filskov overlevede dog, idet den lå ved åen, hvor der endnu var eng. Østergård Kirke overlevede ligeledes til efter Reformationen. Man forstod at udnytte lyngen og engene, så dyrene kunne få føde, og fæstebønderne på gårdene i Filskov betalte store summer i fæsteafgift til herregården Juellingsholm i Sønder Omme.

### 1600-tallet
I 1600-tallet kom der tilbagegang for egnen. Da den levede af kvæghandel, var det hårdt for bønderne, at der rasede kvægpest i landet. Desuden medførte Svenskekrigene stor uro, og svenskere og polakker foretog mange plyndringer. I 1660, da de værste uroligheder var ovre på Filskov-egnen, var to af Filskovs fem gårde forladte. De 2 ødegårde var dog atter beboet i 1664. Stor selvstændighed blandt fæstebønderne og et mere ligeværdigt forhold med præsten samt herremændene på Juellingsholm bevirkede, at fæsteforholdet blev afløst allerede i midten af 1700-tallet.

### 1700-tallet
Udskiftningen i Filskov skete i 1790, hvor der var 8 gårde i byen. Landboreformerne medførte, at gårdene skulle have fordelt deres fællesjord, men selvom en forordning herom var kommet i 1758, skete udskiftningen altså først senere pga. modvilje blandt Filskovs bønder, der bl.a. var bange for, at opgravning af diger ville føre til sandflugt.
I løbet af 1700-tallet faldt indbyggertallet en smule, idet der var dårlige tider for bønderne. I 1787 var der 53 indbyggere, hvilket steg til et højdepunkt på 81 i 1880 ifølge folketællingerne.

### Kirke, sogn og kommune
Østergård Kirke lå i Nørvang Herred, som i Middelalderen var en del af Jellingsyssel og i 1793 kom under Vejle Amt. De få beboere opgav i 1578 at vedligeholde kirken og rev den ned, hvorefter de søgte til Sønder Omme Kirke. Under jordarbejde ved Østergård i 1866 fandt man den gamle kirkegård, men ingen spor af kirkebygningen. Fundet bidrog til, at indbyggerne ønskede sig en ny kirke. Den bevilgede staten penge til, men indbyggerne valgte at bygge to kirker for pengene, bare uden tårne. Så både Blåhøj og Filskov kunne indvie en kirke i 1877. Filskov Kirke fik tårn i 1929.
Begge filialkirker hørte til Sønder Omme Sogn, hvor Blåhøj og Filskov blev udskilt som kirkedistrikter indtil 1911, hvor de blev selvstændige sogne. I 1913 blev Blåhøj-Filskov Sognekommune udskilt fra Sønder Omme Sognekommune. I 1947 blev Blåhøj og Filskov to selvstændige sognekommuner, stadig i Vejle Amt. Ved kommunalreformen i 1970 indgik Filskov Sognekommune i Grindsted Kommune i Ribe Amt, som den hørte til indtil 2007.

### Kro og flyveplads
Filskov Kro blev i 1853 grundlagt som kongelig privilegeret landevejskro. I 1903 flyttede kroen til en ny bygning mere centralt i Filskov. Kroen blev i 1960'erne landskendt og også kendt i udlandet, fordi kroejeren anlagde en flyveplads på 820*15 m, så gæster let kunne komme på weekend langvejsfra, bl.a. for at fiske i Omme Å. Der blev bygget en separat værelsesfløj til de flyvende lystfiskere.
Efter at den samme familie havde drevet Filskov Kro i 4 generationer, ønskede ejerne at sælge i 2013. Kroen blev købt af et investeringsselskab med 14 deltagere, heraf 11 lokale. Selskabet har givet kroen en gennemgribende renovering, og ejerne af Grønbjerg Hotel har forpagtet den.

### Kirkelandsbyen
I 1904 blev Filskov beskrevet således: "Filskov med Filialkirke, Skole og Kro;"

### Stationsbyen
Filskov fik i 1917 jernbanestation på Diagonalbanen, som i 1920 blev fuldt udbygget mellem Randers og Esbjerg. Byen opstod på bar mark omkring stationen, og de oprindelige gårde ligger ikke i den nuværende bymidte. Efter at byen havde fået jernbane, kom der et bredt udvalg af handlende og andre erhverv, og befolkningstallet voksede hurtigt. Det lave målebordsblad viser foruden kroen mejeri, bageri, smedje, telefoncentral, missionshus og forsamlingshus. Filskov skrev vejhistorie i 1925, da hovedvejen gennem byen blev asfalteret som den første vej i Jylland.
I 1960'erne var en uforholdsmæssig stor del af byens arbejdsstyrke beskæftiget i transportsektoren, men erhvervslivet prægedes også af håndværk og industri.
Diagonalbanen blev nedlagt i 1971, hvorefter der stadig kørte godstog mellem Filskov og Grindsted til 1977. Den gamle stationsbygning er bevaret på Stationsvej 24, og banen er mellem Grindsted og Brande omdannet til cykel- og gangstien "Den skæve bane", opkaldt efter et af Diagonalbanens kælenavne i folkemunde. 2 km nord for stationen har byens aktive lokalhistoriske arkiv rejst en mindesten ved stien over besætningen på et engelsk bombefly, der blev skudt ned af tyskerne 10. april 1944. En anden "flyversten" står ved Brunbjergvej.
Efter nedlæggelsen af banen stagnerede byens indbyggertal, men efter 1990 er det steget støt. I starten af 2000-tallet er der bygget 50 nye huse i byen, og der er ledige byggegrunde ved Kirkehusvej i byens sydvestlige udkant.

### Folketal
| 1925 | 1930 | 1935 | 1940 | 1945 | 1950 | 1955 | 1960 | 1965 | 1976 | 1990 |
| ---- | ---- | ---- | ---- | ---- | ---- | ---- | ---- | ---- | ---- | ---- |
| 299  | 212  | 311  | 297  | 351  | 379  | 407  | 415  | 565  | 519  | 518  |